# Tour de Stockalper
Pour les articles homonymes, voir Stockalper.
La Tour de Stockalper à Gondo dans le canton du Valais en Suisse a été construite entre 1666 et 1680-1685 par Gaspard Jodoc Stockalper. Elle se situe à l'entrée des gorges de Gondo à quelques dizaines de mètres de la douane suisse à la frontière avec le Piémont (Italie).

## Histoire

### Gaspard Stockalper
Au milieu du XVIIe siècle, Gaspard Stockalper, détenteur du monopole du sel fait construire un chemin muletier à travers le Simplon, aujourd'hui connu comme le chemin de Stockalper (de) afin de ramener le sel de la Méditerranée. Un dépôt est construit à cette fin à Gondo : il s'agit de la Tour de Stockalper.  Ce commerce le rendra immensément riche.  
On le surnomme alors Stockalper « Roi du Simplon » en raison des larges bénéfices qu'il retire de la route. Le Château de Stockalper à Brigue est un témoignage de cette opulence. Une partie du château servait d'ailleurs lui aussi d'entrepôt sur la route du Simplon. En effet, la tour de Stockalper n'était qu'une étape sur la route. Un réseau d'auberge et d'entrepôts permettait à leur propriétaire d'avoir la main sur un des passages les plus convoités en Europe.   

### La route du Simplon
L'ensemble des marchandises qui circulaient à dos de mulets sur le chemin de Stockalper (de) entre le Valais et l'Italie passaient donc par la Tour de Stockalper. Construite entre 1666 et 1680-1685, il s'agit d'un entrepôt et un point de transbordement pour les marchandises que Stockalper faisait transporter en grande quantité par le Col du Simplon. Les mulets s'abritaient et se ravitaillaient sur place.
Afin de faciliter les transits, il fera également construire l'ancien hospice (de) (das Alte Spittel) au niveau du Col du Simplon qui sert également d'étape pour le transport des marchandises sur le chemin. Ces deux édifices ainsi que le Château de Brigue ont une image commune : des bâtiments assez élevés, bâtis en pierre et flanqués d'une tour contenant un escalier.
Une deuxième tour qui devait se dresser plus tard à l'entrée ouest des Gorges de Gondo n'a jamais été achevée et reste à ce jour une construction non terminée.
À la mort de Stockalper, la route tombe en désuétude et la tour est délaissée.

### Après Stockalper
Au moment de la construction de la nouvelle route voulue par Napoléon à travers le Simplon au début du XIXe siècle, on ignore exactement l'utilisation qui était faite de la tour. Elle devait vraisemblablement servir d'auberge.
De cette époque, on retient une macabre découverte. Alors qu'une femme était à la recherche de son époux, elle a reconnu la selle et les brides utilisées par celui-ci dans la tour. On s'est alors rendu compte que l'aubergiste avait l'habitude de subtiliser ces accessoires aux voyageurs de passage avant de les tuer et de les enterrer dans la cave du bâtiment.
Sa proximité avec la frontière italienne la rend aussi très utile pour les activités de contrebandes. Ses capacités de stockage permettaient de cacher le tabac et le café que l'on pouvait ensuite transporter discrètement à travers les Alpes ou bien la douane qui se trouve à deux pas. La « Fontaine des contrebandiers » (Der Schmugglerbrunnen) en face de la tour est un témoignage de cette pratique.

### Reconstruction des années 2000

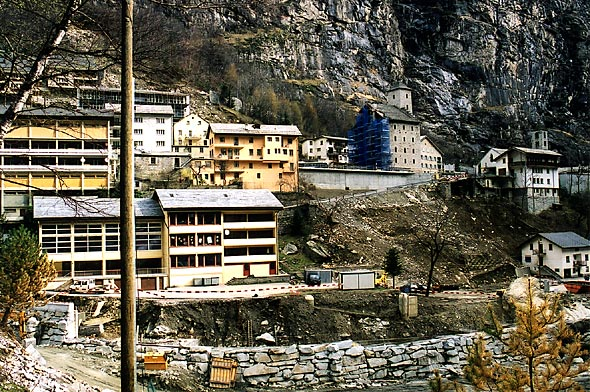
La Tour en cours de reconstruction après la coulée de boue du 14 octobre 2000.

Lors des inondations du 14 octobre 2000 (de), à peu près la moitié de la tour a été emportée par un glissement de terrain ; 13 personnes ont alors perdu la vie.  
La tour appartient à ce moment-là à plusieurs propriétaires qui l'utilisent comme entrepôt, atelier et petit commerce. Le canton du Valais rachète le bâtiment partiellement détruit et coordonne sa reconstruction autour d'une fondation présidée par l'ancien conseiller fédéral Adolf Ogi. 
Grâce à l'aide de la population suisse, de différentes institutions et de la Fondation de la Tour de Stockalper, il a été possible de reconstruire la partie effondrée de cinq étages et de rénover l'ensemble du bâtiment. Le programme la Chaîne du bonheur rapport à lui seul 14,5 millions de francs suisses au village-frontière de Gondo. 
Richard Durrer, Patrick Linggi et Jürg Schmid remportent le concours d'architecture pour la reconstruction de Gondo. Ils proposent l'ajout d'une aile moderne en béton pour remplacer la partie détruite de la tour. La couleur du mortier doit imiter la couleur de la pierre originale. L'aspect rugueux doit imiter la pierre et pouvoir ainsi se fondre avec le temps dans le bâtiment ancien à la manière d'une blessure qui cicatrise. 
Les coûts de construction se sont élevés à 7,6 millions de francs suisses. Malgré les modifications du projet durant les travaux, le budget initial a été respecté. 
Le 31 mars 2007, la tour reconstruite et rénovée est inaugurée. Elle abrite aujourd'hui un hôtel- restaurant pour les touristes et les participants de séminaires,, avec différentes salles de conférences à disposition. Elle abrite également un musée sur l'histoire de la mine d'or de Gondo (de). La reconstruction de la tour est pour Gondo le symbole du renouveau après les terribles évènements de 2000.
En 2011, le cabinet d'architectes Durrer Linggi Architekten reçoit le prix Best Architects (de) pour la reconstruction de la tour de Gondo.